# Geïsoleerd punt

0 is een geïsoleerd punt van de verzameling

In de topologie, een onderdeel van de wiskunde, noemt men een punt x van een verzameling S een geïsoleerd punt, als er een omgeving van x bestaat die geen andere punten van S bevat. In het bijzonder in een Euclidische ruimte (of in een metrische ruimte), is x een geïsoleerd punt van S, als er een open bal rondom x is die geen andere punten van S bevat. Op gelijkwaardige wijze is een punt x geen geïsoleerd punt dan en slechts dan als x een ophopingspunt is.
Een verzameling die geheel bestaat uit geïsoleerde punten wordt een discrete verzameling genoemd. Dit begrip is afhankelijk van de topologie van de verzameling. Bij de vraag of een verzameling discreet is gaat het vaak om een deelverzameling van een gegeven topologische ruimte. De deelverzameling is met de geïnduceerde topologie zelf ook een topologische ruimte. Het gaat dan om de vraag of deze een discrete ruimte is. Een belangrijk bijzonder geval is een deelverzameling van een gegeven metrische ruimte, bijvoorbeeld een Euclidische ruimte. De deelverzameling is met de geïnduceerde metriek zelf ook een metrische ruimte. Het gaat dan dus om de vraag of deze een discrete metrische ruimte is. 
Een discrete deelverzameling van de Euclidische ruimte is telbaar, een verzameling kan echter telbaar maar niet discreet zijn, denk aan de rationale getallen.
Een gesloten verzameling zonder geïsoleerd punten noemt men een perfecte verzameling. 
Het aantal geïsoleerde punten is een topologische invariant, dat wil zeggen dat als twee topologische ruimten {\displaystyle X} en {\displaystyle Y} homeomorf zijn, het aantal geïsoleerde punten in beide topologische ruimten gelijk is.

## Voorbeelden
In de onderstaande voorbeelden worden topologische ruimten beschouwd als deelruimten van de reële getallenlijn. 
- Voor de verzameling {\displaystyle S=\{0\}\cup [1,2]} is het punt 0 is een geïsoleerd punt.
- Voor de verzameling {\displaystyle S=\{0\}\cup \{1,1/2,1/3,\dots \}} is elk van de punten 1/k een geïsoleerd punt, maar 0 is hier geen geïsoleerd punt, omdat er andere punten in S zijn, die zo dicht bij 0 liggen, als maar wordt gewenst.
- De verzameling {\displaystyle {\mathbb {N} }=\{0,1,2,\ldots \}} van natuurlijke getallen is een discrete verzameling.